# 天津市区

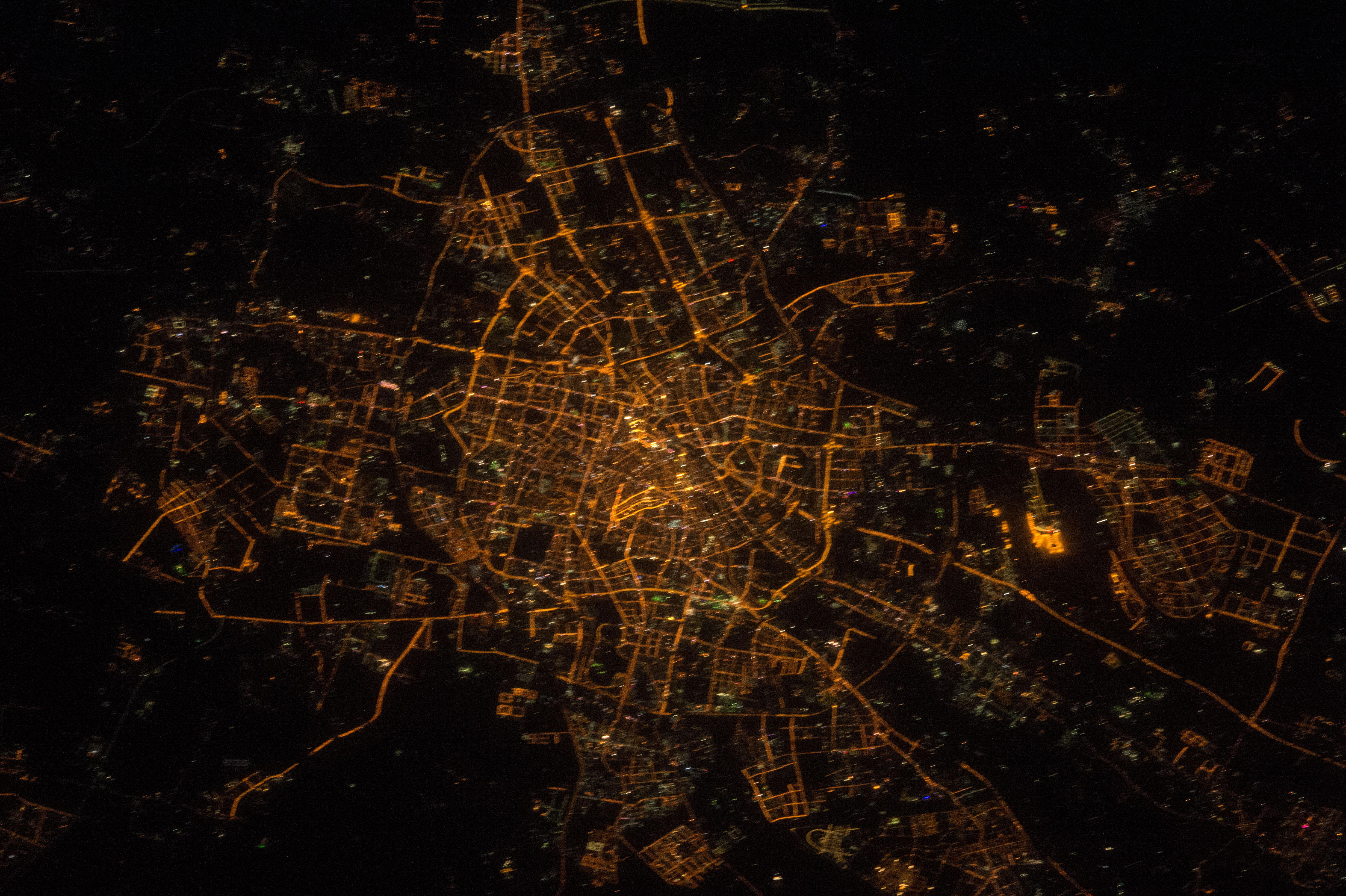
天津市区夜晚卫星地图，拍摄于2016年

天津市区，也称天津中心城区或市内六区，简称津城，既是天津的老城、发祥地、又可称为中心城区、老城、主城等，同时也是天津市文化教育政治经济商业中心。传统意义上津城由和平区、河西区、南开区、河东区、河北区和红桥区组成，近些年环城四区（东丽区、津南区、西青区和北辰区）的环内部分及毗邻村镇也被纳入津城国土空间规划战略，市区距天津港50公里，距北京120公里。

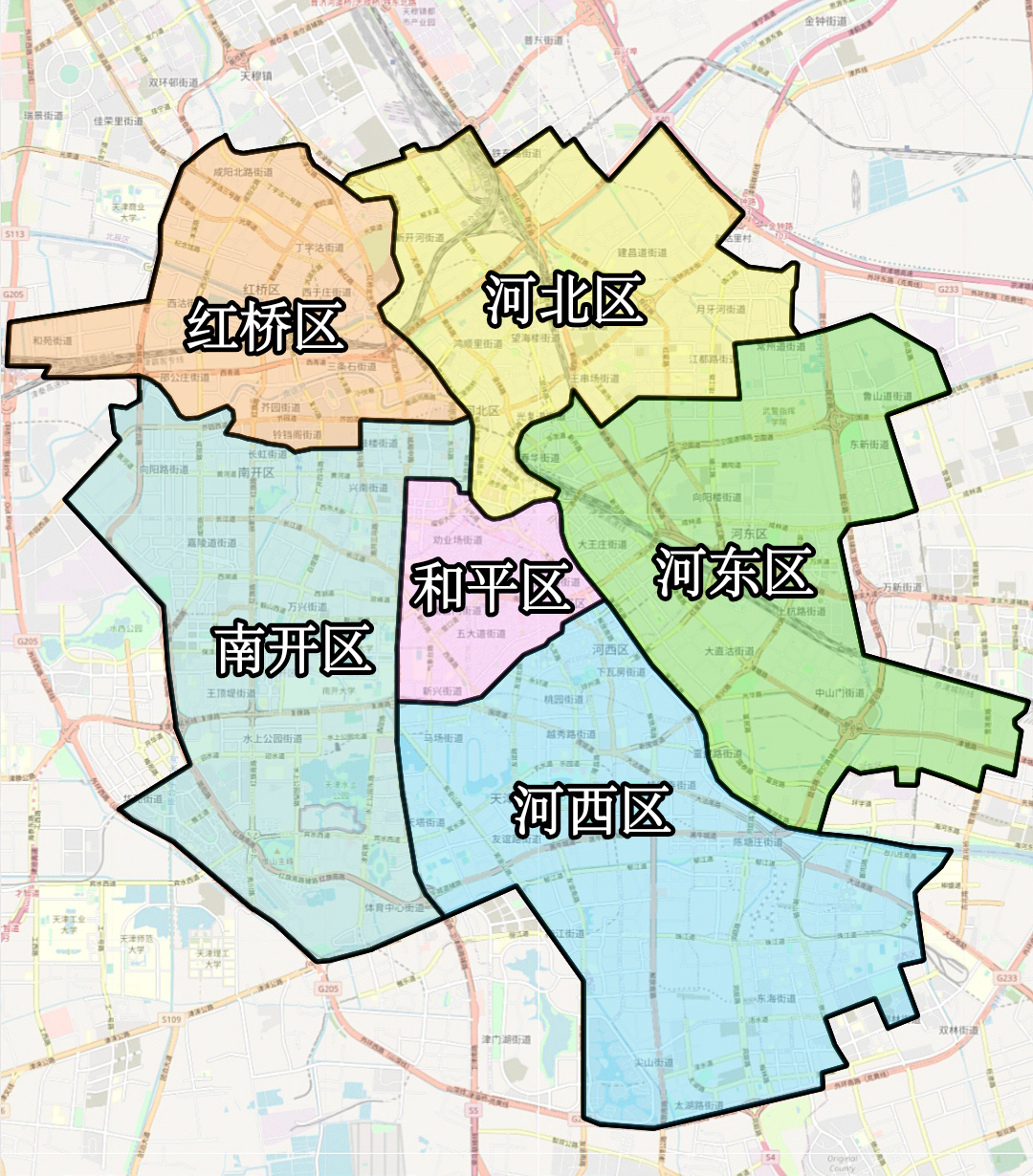
天津市区地图

## 经济

天津中心城区规划沙盘

天津市区清末及民国时期是漕运工商业金融业的中心，中华人民共和国成立后80年代天津市委市政府提出了“工业战略东移”的构想，将工厂迁往滨海新区，“十一五”后，市区有了更明确的定位，大力发展服务业、都市型工业，与滨海新区错位发展。最新的天津市空间发展战略提出了在市区建设“一主两副”的城市主副中心格局。

## 历史文化
天津市是国家级历史文化名城，市区内有众多的天津历史风貌建筑、名人故居，天津也是有名的曲艺之乡。有天津文化中心、天津图书馆等文化场所。

## 商业
- 四大传统商业街：
  - 南京路商业街
  - 滨江道商业街
  - 和平路商业街
  - 小白楼商业街

- 特色商业街：
  - 开封道小白楼1902欧式风情街
  - 沈阳道古物街
  - 辽宁路小吃街（已拆除）
  - 友谊路酒吧街
  - 河东万达商圈
  - 八纬路天津音乐街
  - 中山路中山食街
  - 胜利路意式风情街
  - 估衣街（已停业）
  - 古文化街
  - 鼓楼商业街
  - 南市食品街
  - 鞍山西道科贸街

- 四大商业城（商圈）：
  - 劝业场商圈
  - 国际商场商圈
  - 小白楼商圈
  - 百货大楼商圈

- 其他新商圈：
  - 奥城商圈
  - 上谷商圈
  - 津湾广场商圈

- 其他主要商场：
  - 海信广场
  - 友谊商场
  - 新世界百货
  - 远东百货

- 特色商品市场：
  - 大胡同批发市场
  - 曙光里市场
  - 洋货市场

### 著名景观

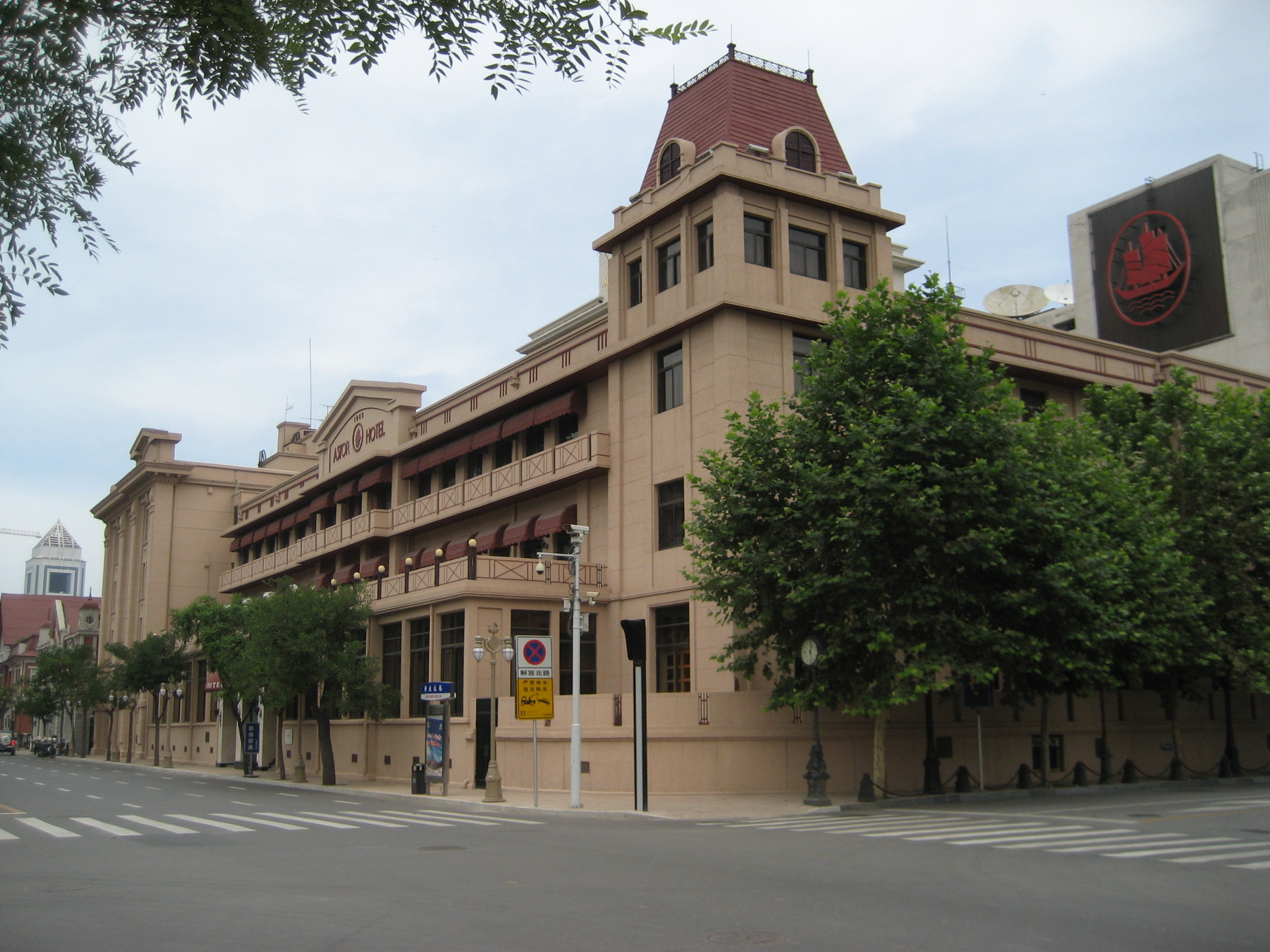
解放北路天津利顺德饭店

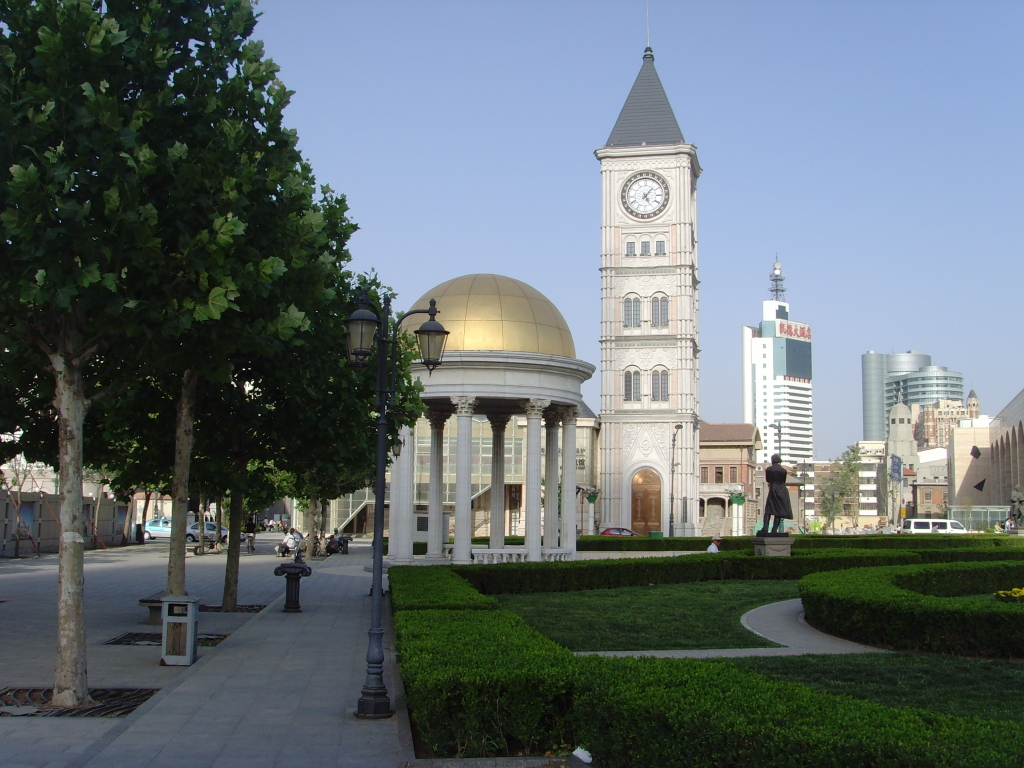
天津海河音乐公园

| - 优秀景观 - 解放北路 - 五大道 - 天津之眼 - 津湾广场 - 银河广场 - 天津音乐厅                                                                                                 |
| - 历史教育游览区 - 天津博物館 - 天津自然博物馆（原北疆博物馆） - 天津城市规划展览馆 - 老城博物館 - 北方近代工业博物馆 - 天津科学技术馆 - 周恩来邓颖超纪念馆 - 平津战役纪念馆 |
| - 桥梁 - 解放桥 - 金汤桥 - 北安桥 - 大光明桥 - 大沽桥 |
| - 公园： - 市区： - 天津水上公园 - 天津动物园 - 人民公园 - 北宁公园 - 中山公园 - 睦南公园 - 长虹公园 - 西沽公园 - 金钢公园 - 二宫公园 - 南翠屏公园 - 天津海河音乐公园        |
| - 优秀建筑 |
| - 宗教建筑 |